# 柏井昭良
柏井 昭良（かしい あきよし）は、日本の医師。自治医科大学看護短期大学学長などを歴任する。

## 経歴
和歌山県立向陽高等学校卒業後、東京大学大学院医学系研究科・ハーバード大学を経て自治医科大学消化器・一般外科教授、自治医科大学付属大宮医療センター教授。
その後、元自治医科大学看護短期大学学長、元自治医科大学付属大宮医療センター長、前茨城県赤十字血液センター所長を歴任している。
日本形成外科学会所属。